# Iglesia de San Juan (Vasilishki)
La iglesia de San Juan (en bielorruso: Касцёл Яна Хрысціцеля; en polaco: Kościół św. Jana Chrzciciela) es un edificio religioso que pertenece a la Iglesia católica y se localiza en Vasilishki, Bielorrusia.

## Historia
La iglesia fue construida en 1769 en estilo barroco de Vilna. Originalmente allí había un monasterio dominicano, que fue disuelto por las autoridades rusas en 1832 tras el Levantamiento de Noviembre. 
Después del cierre del monasterio, la iglesia se transformó en una iglesia ortodoxa. La iglesia fue reconstruida en una iglesia ortodoxa en estilo neobizantino a finales del siglo XIX y principio del siglo XX, según el diseño de Konstanty Wojciechowski. De esta época procede el frontón semicircular que corona la fachada. En 1919, el edificio fue recuperado para la iglesia católica. Desde entonces ha funcionado ininterrumpidamente como iglesia parroquial.

## Arquitectura
La iglesia es una basílica de tres naves y dos torres. Las dos torres del templo son de tres pisos, ambas construidas en planta rectangular con esquinas achaflanadas. Las fachadas de las torres son cóncavo-convexas y además están decoradas con cornisas. La fachada frontal del templo también está decorada con hileras de pilastras y un frontón semicircular de la época de la reconstrucción rusa. Las paredes laterales de la iglesia están decoradas con pilastras. El presbiterio de la iglesia se cierra en semicírculo, teniendo a su lado una sacristía rectangular. El edificio está rodeado por una valla de piedra, con una puerta barroca construida al mismo tiempo que toda la iglesia.
La iglesia está amueblada con un conjunto de altares rococó realizados en piedra imitando el mármol. Además, hay un epitafio de Józef Białopiotrewicz, un guardia de Lida (fallecido en 1770) y una placa conmemorativa en honor a los soldados del Armia Krajowa asesinados el 10 de enero de 1944 por los alemanes.

## Galería

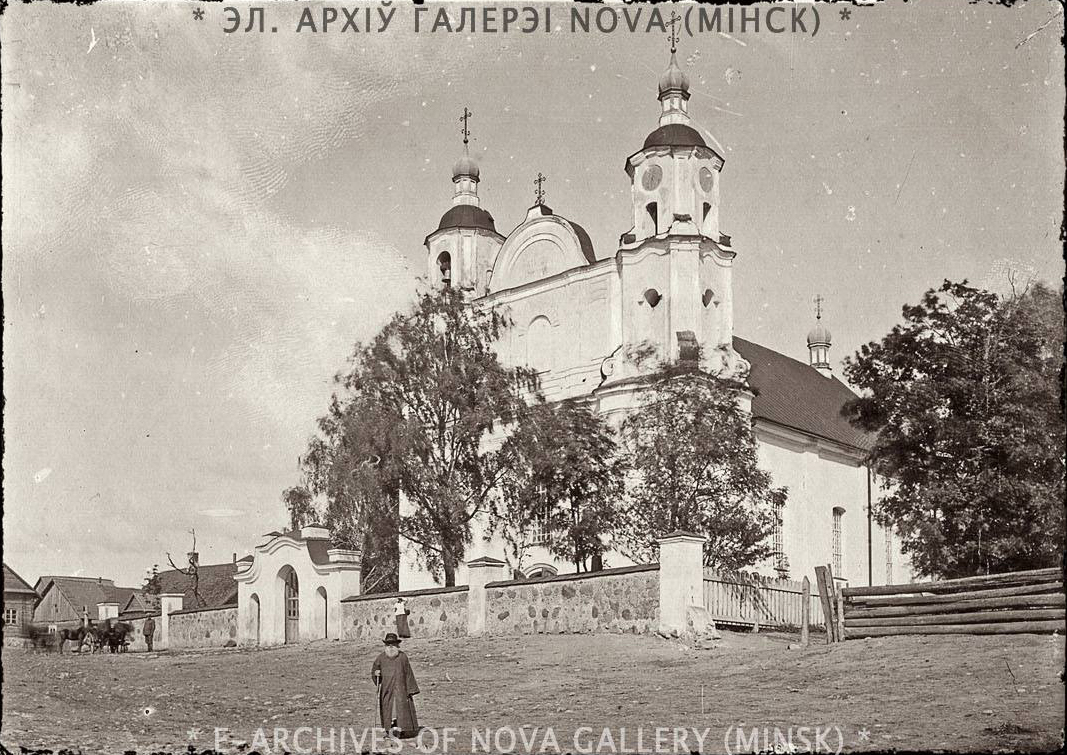
Iglesia en 1900
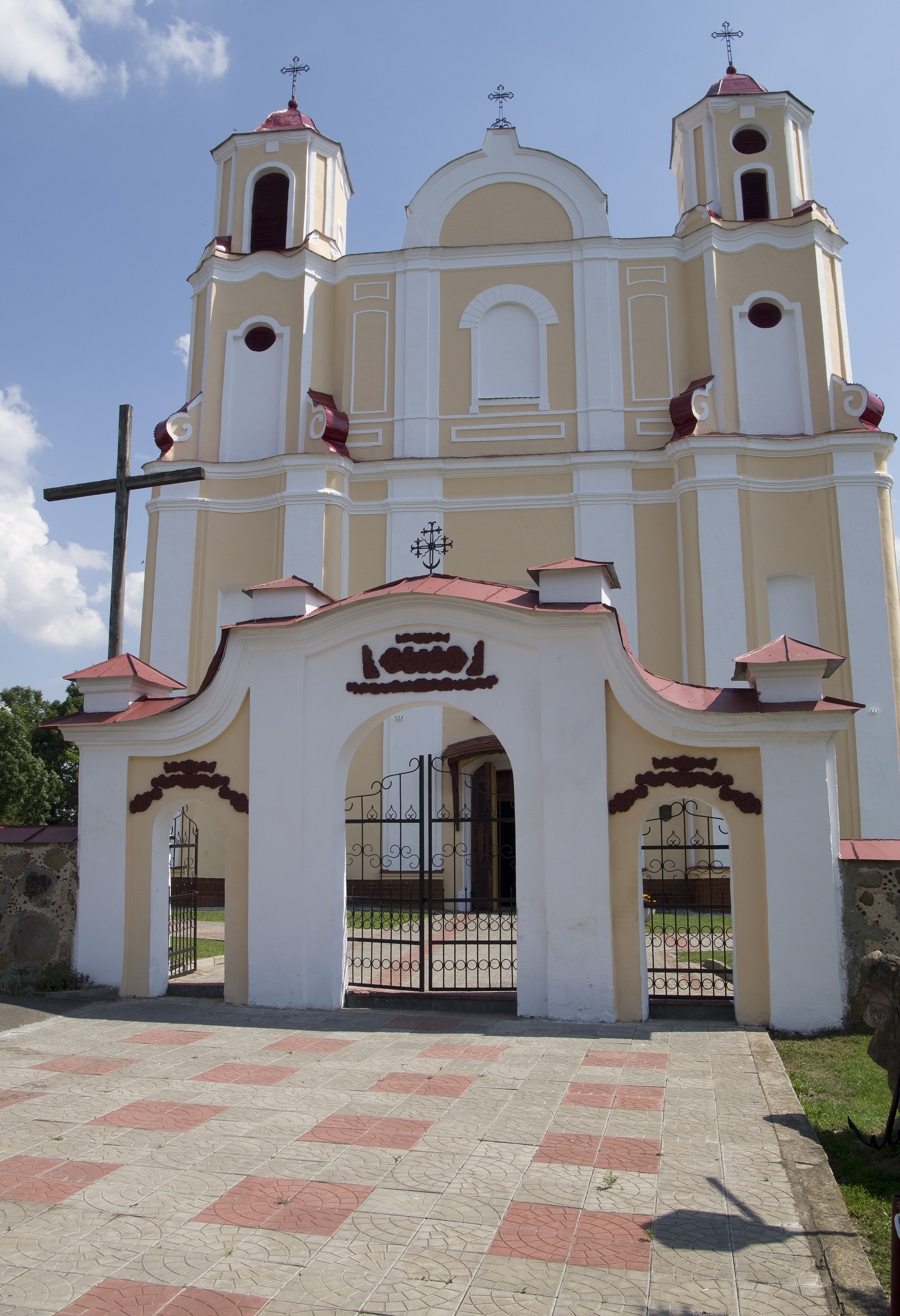
Fachada de la iglesia
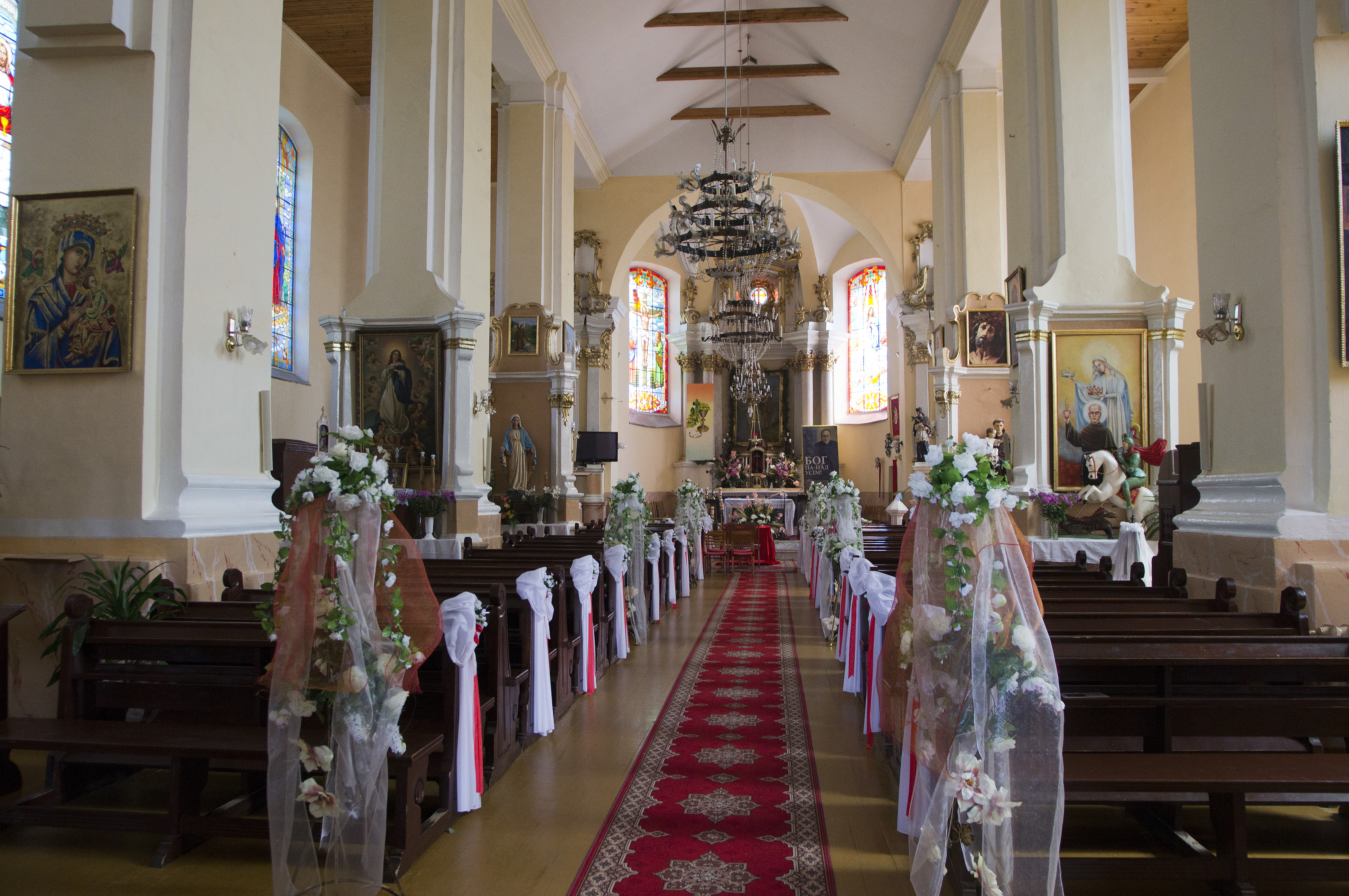
Interior de la iglesia